# 伊赫桑
伊赫桑（阿拉伯语：‎，羅馬化：'iihsan）或阿赫桑，與伊斯蘭、伊瑪尼在伊斯蘭教中並稱為三維。伊赫桑是一種道德的標準，可譯成「善行」，指「去做美好的事情」。本是阿拉伯語詞彙，意指「完美」、「卓越」之意思。這是指把某人內在的信心（伊瑪尼）表露出來，付諸在言行之上，是宗教信仰附帶的一種社會責任意識。如誠信、寬容、保護婦女與孤兒、布施貧苦、解放奴隸等皆屬之。伊赫桑相對於伊斯蘭（順從真主）及伊瑪尼（信仰真主），伊赫桑的概念與動機聯繫在一起。「伊赫桑」的人被稱為穆赫辛（Muhsin）。人們普遍認為，只有在真主的協助和指導下，才可以達到真正的伊赫桑。因此，伊赫桑也是穆斯林男女喜愛採用的名字。

## 典故
除了外在的行善之外，伊赫桑更是對阿拉的崇敬之情，是由聖訓（加百利聖訓）而來，穆罕默德說道：「（伊赫桑就是）想像真主就在你面前，然後禮拜祂，你要是不能看到祂，祂其實在看著你。」
在伊斯蘭教，伊赫桑正是穆斯林在禮拜過程當中達致完善優秀的責任，穆斯林就像看到真主般，就算他們並不能看到真主（在伊斯蘭信仰裡真主安拉並非客觀存在），也應該相信真主一直在看著他們。
一些伊斯蘭學者將伊赫桑解釋為伊斯蘭教的內在層面，沙里亞法規則是外在層面的：
|  | 在先前的討論裡清楚地表明，不是每一個穆斯林都是誠信的男子及女子，但誠信的每一個人都是穆斯林。再者，一個相信伊斯蘭教教義的穆斯林不一定是正直的人和善行者（穆赫辛），但一個真誠行善及正直的人是穆斯林，也是誠信的人。 |

伊赫桑「設立了禮拜的最高形式」，並有助於工作及社交聯繫。伊赫桑還包括要在禮拜時持有摯誠之心，對父母、家庭及真主感恩。